# 北88線
北88線 土城－頂溪，是位於新北市的一條鄉道，西起新北市土城區員信里中正路、中央路口，東至新北市永和區前溪里中山、永和路口，全長8.81公里。本線為土城、中和、永和間的交通動脈，更曾由交通部運輸研究所計劃升級為省道公路。

## 路線說明
新北市
- 土城區：土城（起點，中央路二段路口）→ 中正路 → 金城路 → 清水路 → 柑林埤（北88-1線岔路）→ 青雲路口（北89-1線岔路）→

   永豐路口（北89線岔路）→ 金城路 → 區界
- 中和區：區界 → 四十張（北91線岔路）→ 二八張（北97線岔路）→ 塭子圳（106線岔路）→ 中和（北99線岔路） →

   中山路 →（北92線岔路）→ 雙和橋（區界）
- 永和區：雙和橋（區界）→ 中山路 → 頂溪（終點，111線岔路）

## 歷史沿革
| 北88線歷史沿革 | 北88線歷史沿革                                                | 北88線歷史沿革                                                |
| 年代           | 本編號沿革                                                    | 本路線沿革                                                    |
| -------------- | ------------------------------------------------------------- | ------------------------------------------------------------- |
| 1961年         | 當時為中和－土城線，長6.962公里（中和－永和段未開闢或非公路） | 當時為中和－土城線，長6.962公里（中和－永和段未開闢或非公路） |
| 1967年         | 改為土城－永和線，長8.770公里                                 | 改為土城－永和線，長8.770公里                                 |

## 沿線地標、設施

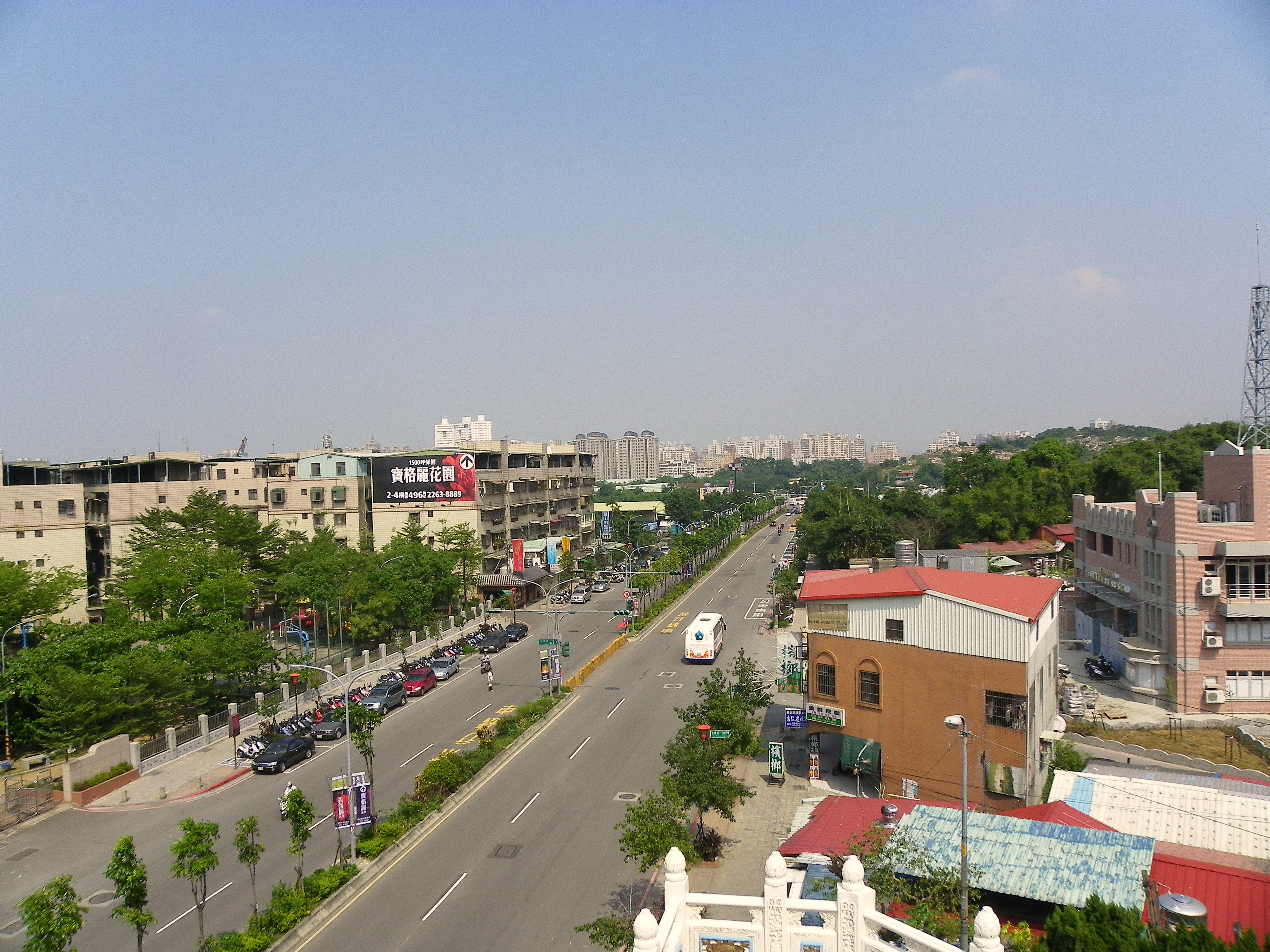
北88線金城路二段

- 土城市場
- 員福活動中心
- 大安圳
- 柑林一、二號橋
- 清水派出所
- 清水國小
- 清水社區公園
- 中和高中
- 中和工業區
- 燦坤中和店（與家樂福、B&Q特力屋共構）
- 中山橋
- 雙和橋
- 太平洋百貨雙和店（世界宗教博物館）
- 樂華夜市

## 連接公路
- 北88-1線
- 北89-1線
- 北89線
- 北91線
- 北97線
- 106線
- 北99線
- 北92線
- 111線

另北88線與台64線有立體交叉，但未設置交流道。

## 支線
北88線唯一的支線為北88-1線，是位於新北市的一條鄉道，北起新北市土城區貨饒里裕民路、中央路路口，南至新北市土城區柑林里裕民路、清水路路口，全長1.222公里。
新北市
- 土城區：貨饒（起點，中央路路口）→ 裕民路 → 柑林埤（終點，北88線岔路）

### 歷史沿革
| 北88-1線歷史沿革 | 北88-1線歷史沿革                                       | 北88-1線歷史沿革                                       |
| 年代             | 本編號沿革                                             | 本路線沿革                                             |
| ---------------- | ------------------------------------------------------ | ------------------------------------------------------ |
| 1961年           | 當時無此編號                                           | 編為北85線（員林－柑林埤，1.637km）                    |
| 1966年           | 當時為平和村－圓通寺線，長0.7公里                      | 編為北85線（員林－柑林埤，1.637km）                    |
| 1983年           | 原北88-1線延長並改編為北97線，原北85線改編為北88-1線。 | 原北88-1線延長並改編為北97線，原北85線改編為北88-1線。 |

### 沿線地標、設施
- 民富橋
- 廣福宮
- 學府郵局
- 柑林二號橋

## 交流道
- 北土城交流道（規劃中，預計2027年通車）